# Liste der Biografien/Berb
Liste der Biografien |
Portal Biografien |
Personensuche
# |
A |
B |
C |
D |
E |
F |
G |
H |
I |
J |
K |
L |
M |
N |
O |
P |
Q |
R |
S |
T |
U |
V |
W |
X |
Y |
Z |
?
 
Ba |
Be |
Bd |
Bg |
Bh |
Bi |
Bj |
Bl |
Bm |
Bn |
Bo |
Br |
Bs |
Bu |
Bw |
By |
Bz
 
Bea–Beb |
Bec |
Bed |
Bee |
Bef |
Beg |
Beh |
Bei |
Bej |
Bek |
Bel |
Bem |
Ben |
Beo |
Bep |
Beq |
Ber |
Bes |
Bet |
Beu |
Bev |
Bew |
Bex |
Bey |
Bez
 
Bera |
Berb |
Berc |
Berd |
Bere |
Berf |
Berg |
Berh |
Beri |
Berj |
Berk |
Berl |
Berm |
Bern |
Bero |
Berq |
Berr |
Bers |
Bert |
Beru |
Berv |
Berw |
Berx |
Bery |
Berz
Die Liste der Biografien führt alle Personen auf, die in der deutschsprachigen Wikipedia einen Artikel haben. Dieses ist eine Teilliste mit 66 Einträgen von Personen, deren Namen mit den Buchstaben „Berb“ beginnt.

## Berb

### Berba
- Berbakov, Marijana (* 1974), jugoslawisch-österreichische Kulturmanagerin
- Berbalk, Anneliese (* 1949), deutsche Sportmedizinerin
- Berbalk, Eilfriede (1900–1987), österreichische Silberschmiedin und Fachlehrerin
- Berbalk, Heinrich (* 1945), deutscher Psychologe und Hochschullehrer
- Berbatow, Dimitar (* 1981), bulgarischer Fußballspieler
- Berbatow, Kiprijan (* 1996), bulgarischer Schachspieler

### Berbe
- Berbece, Dumitru (* 1961), rumänischer Handballspieler
- Berben, Iris (* 1950), deutsche SchauspielerinIris Berben (* 1950)

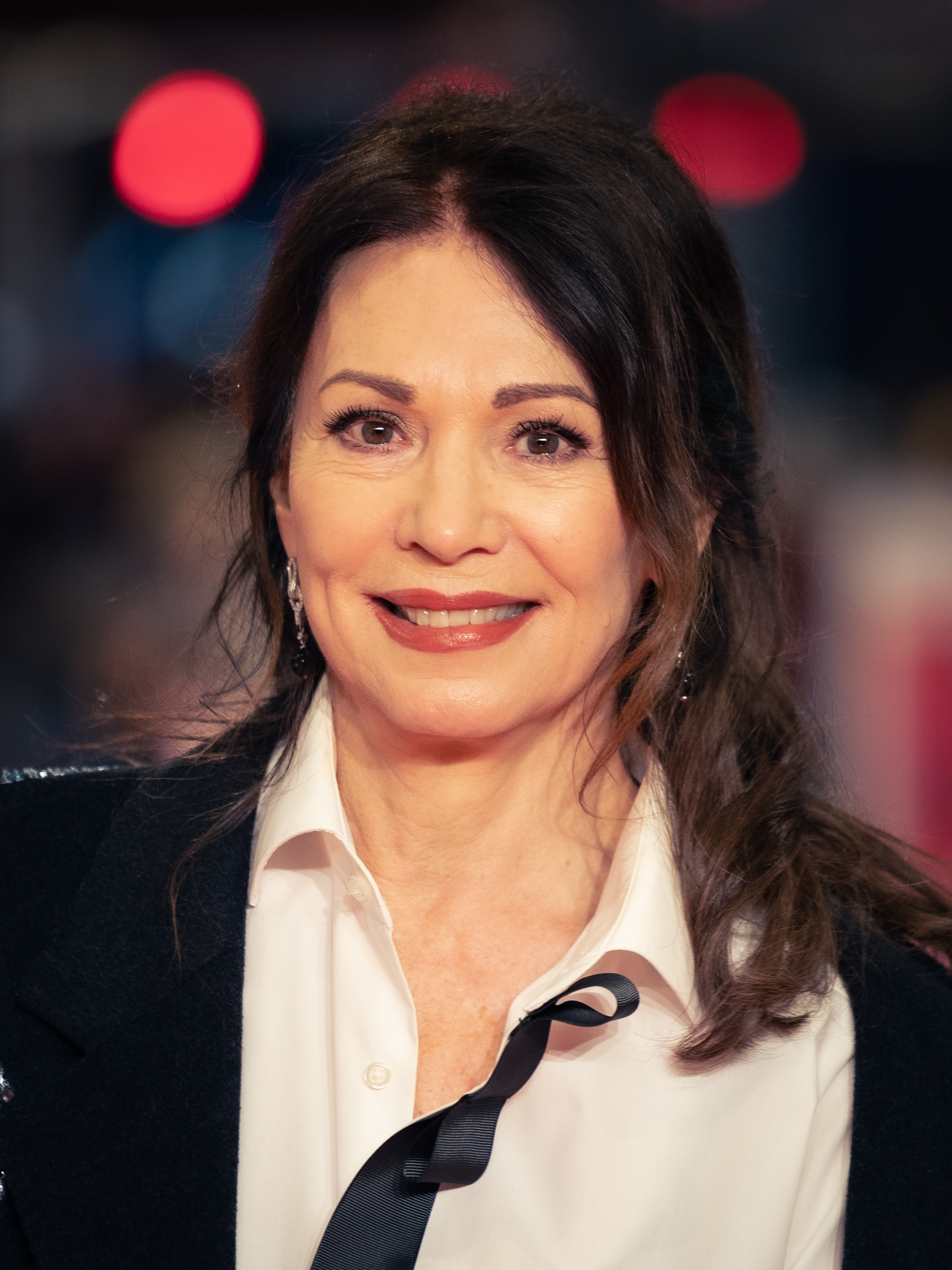
Iris Berben (* 1950)

- Berben, Léon (* 1970), niederländischer Cembalist und Organist
- Berben, Oliver (* 1971), deutscher Filmregisseur und Filmproduzent
- Berber, Ady (1913–1966), österreichischer Freistilringer und Schauspieler
- Berber, Ali (* 1986), deutscher Schauspieler
- Berber, Anita (1899–1928), deutsche Tänzerin und Darstellerin
- Berber, Felix (1871–1930), deutscher Violinist
- Berber, Friedrich (1898–1984), deutscher Völkerrechtler und Staatsphilosoph
- Berber, Harry (1886–1972), deutscher Schauspieler, Regisseur, Drehbuchautor und Filmproduzent
- Berber, İkbal (* 1956), türkisch-deutsche Lehrerin und Politikerin (SPD), MdL
- Berber, Mersad (1940–2012), jugoslawischer Maler
- Berber, Oğuzhan (* 1992), türkischer Fußballspieler
- Berber, Onur (* 1987), türkischer Fußballspieler
- Berberat, Didier (* 1956), Schweizer Rechtsanwalt und Politiker (SP)
- Berberat, Romain (1934–1993), Schweizer Offizier, Bankdirektor und Politiker
- Berberian, Arsen (1937–2013), armenischer Geistlicher und Erzbischof der Armenischen Apostolischen Kirche
- Berberian, Cathy (1925–1983), US-amerikanische Sängerin (Mezzosopran) und avantgardistische KomponistinCathy Berberian (1925–1983)

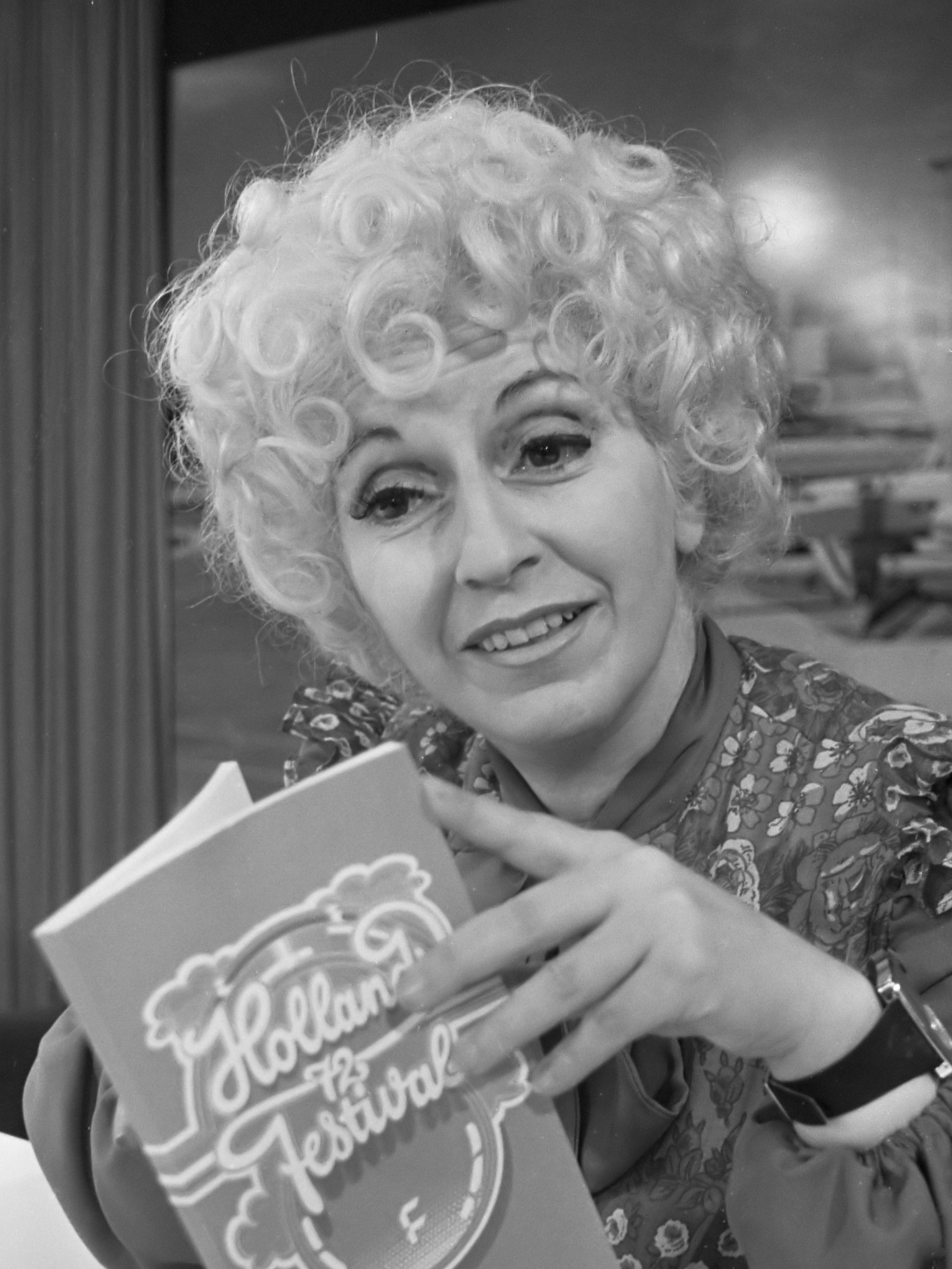
Cathy Berberian (1925–1983)

- Berbérian, Charles (* 1959), irakisch-libanesischer Comiczeichner
- Berberian, Retheos (1848–1907), armenischer Pädagoge und Schriftsteller
- Berberian, Schahan R. (1891–1956), armenischer Philosoph, Komponist, Pädagoge, Psychologe, Ästhet und Schriftsteller
- Berberian, Sterling K. (1926–2022), US-amerikanischer Mathematiker
- Berberich, Adam (1914–2001), deutscher Politiker (SPD), MdL
- Berberich, August (1912–1982), deutscher Politiker (CDU), MdL, MdB
- Berberich, Frank (* 1949), deutscher Kulturjournalist und Herausgeber
- Berberich, Franz († 1996), deutscher Architekt und Bildhauer
- Berberich, Fritz (1909–1990), deutscher Maler
- Berberich, Johann Karl, deutscher Fotograf
- Berberich, Joseph (1897–1969), deutscher HNO-Arzt
- Berberich, Julius (1846–1916), Geistlicher Rat im Erzbistum Freiburg und deutscher Schriftsteller
- Berberich, Karl (1877–1957), deutscher Lehrer, Politiker (Zentrum, CDU) und MdL
- Berberich, Ludwig (1882–1965), deutscher Kirchenmusiker und Hochschullehrer
- Berberich, Monika (* 1942), deutsche Terroristin und Gründungsmitglied der terroristischen Vereinigung Rote Armee Fraktion (RAF)
- Berberich, Paul (* 1985), deutscher Jazzmusiker (Saxophon, Flöte, Komposition)
- Berberich, Wilhelm August (1861–1929), deutscher Pädagoge und Dichter
- Berberoğlu, Enis (* 1956), türkischer Journalist und Politiker
- Berberoğlu, Melisa (* 1996), türkische Schauspielerin
- Berberović, Džemal (* 1981), bosnischer Fußballspieler
- Berberović, Ljubomir (1933–2019), jugoslawischer bzw. bosnischer Genetiker
- Berberović, Nefisa (* 1999), bosnische Tennisspielerin
- Berberowa, Lalka (1965–2006), bulgarische Ruderin
- Berberowa, Nina Nikolajewna (1901–1993), russische Autorin, Emigrantin
- Berbert, Marcel (1922–2005), französischer Filmproduzent und Schauspieler
- Berberyusz, Ewa (1929–2020), polnische Journalistin und Schriftstellerin

### Berbi
- Berbia, Adrián (* 1977), uruguayischer Fußballspieler
- Berbick, Trevor (1954–2006), jamaikanischer Boxer
- Berbig, Friedrich (1845–1923), Schweizer Glasmaler
- Berbig, Hans Joachim (1935–2013), deutscher Lehrer, Studiendirektor und Schulbuchautor
- Berbig, Max (1856–1926), deutscher Lehrer und Heimatforscher
- Berbig, Roger (* 1954), Schweizer Fussballspieler
- Berbig, Roland (* 1954), deutscher Literaturwissenschaftler
- Berbig, Tino (* 1980), deutscher Fußballspieler und -trainer
- Berbiguier, Benoit Tranquille (1782–1838), französischer Flötist und Komponist

### Berbl
- Berblinger, Albrecht Ludwig (1770–1829), deutscher Schneider und Flugpionier des Muskelkraftflugs
- Berblinger, Frank (* 1977), deutscher Handballspieler und -trainer
- Berblinger, Walther (1882–1966), deutscher Pathologe und Hochschullehrer

### Berbn
- Berbner, Bastian (* 1985), deutscher Journalist und Autor
- Berbner, Thomas (* 1965), deutscher Fernsehjournalist und Dokumentarfilmer

### Berbo
- Berbotto, David (* 1980), italienischer Schwimmer

### Berbu
- Berbuer, Karl (1900–1977), deutscher Komponist, Krätzchen- und SchlagersängerKarl Berbuer (1900–1977)

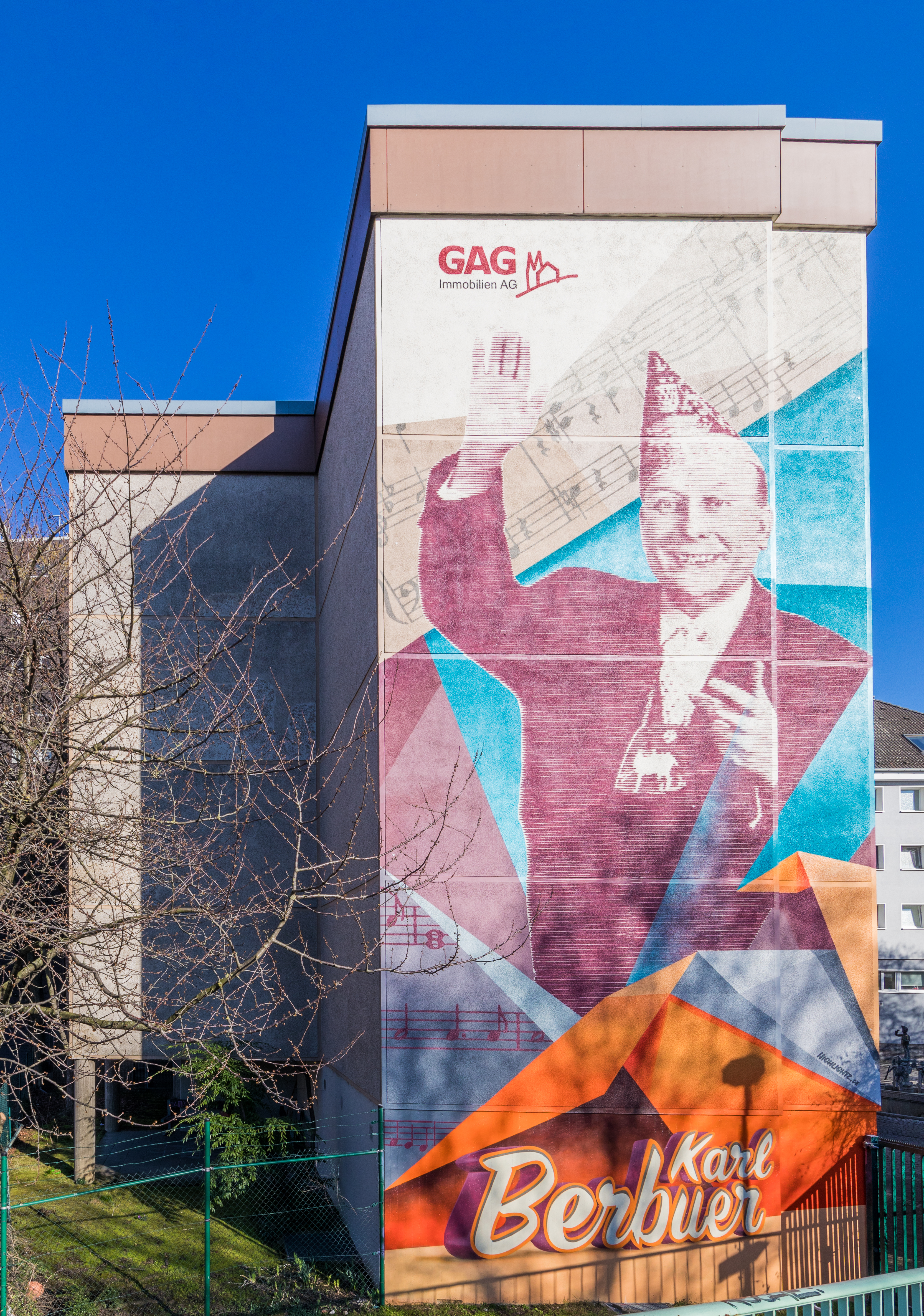
Karl Berbuer (1900–1977)